# Waters Tower
La Waters Tower est un gratte-ciel de la ville de Panama, au Panama.

## Historique
Ce gratte-ciel résidentiel de 74 étages et 232 mètres de haut, qui surplombe l'océan Pacifique, est situé sur l'avenue Balboa (es) à Panama City.
Le bâtiment a été achevé en 2011